# Scorpion (Schiff, 1884)
Die Scorpion war das fünfte Schiff der Wespe-Klasse, einer Klasse von insgesamt elf Panzerkanonenbooten der Kaiserlichen Marine, die für die Verteidigung der deutschen Nord- und Ostseeküste konstruiert wurde.

## Bau und Dienstzeit
Die Scorpion wurde wie ihre Schwesterschiffe auch von der Bremer Werft AG Weser gebaut. Die Arbeiten am Schiff begannen im Juli 1876. Als letzte Einheit ihrer Klasse erhielt sie eine Panzerung aus britischer Produktion anstelle des ursprünglich vorgesehenen Dillinger Fabrikats, das noch nicht in ausreichender Qualität verfügbar war. Der Stapellauf des mit dem Haushaltsnamen Neubau Panzerfahrzeug E versehenen Schiffs erfolgte am 19. Mai 1877.
Nach der Fertigstellung des Schiffes dauerte es bis zum 5. September 1884, dass die Scorpion erstmals in Dienst gestellt wurde. Sie unterstand der Marinestation der Nordsee und nahm an Übungen auf der Außenjade teil, die bis zum 8. Oktober andauerten. Anschließend wurde sie wieder außer Dienst gestellt. Es dauerte bis zum 13. Juli 1895, bis die Scorpion erneut aktiviert wurde, um von Wilhelmshaven nach Danzig überführt zu werden.
Am 3. August 1897 wurde die gesamte Panzerkanonenboots-Division, zu der noch Crocodill, Natter und das Flaggschiff Mücke gehörten, aktiviert, um nach Verbandsübungen an den Herbstmanövern der Flotte teilzunehmen, die wieder einen Übungsangriff auf die Jademündung unternahm. Nach Abschluss der Übungen stellte man die Scorpion am 1. Oktober wieder außer Dienst.
Ein Jahr später ersetzte sie ihr Schwesterschiff Mücke als aktives Stammschiff der Division. Ihr Dienst begann mit Übungsfahrten vor der Küste Ostpreußens, die bis zum 11. November 1898 andauerten. Im Folgejahr fuhr die Scorpion vom 6. Juni bis zum 15. September unter anderem im Verband der Übungsflotte.
Nach gemeinsamen Übungen waren Scorpion und Natter am 16. Juni 1900 bei der im Beisein Kaiser Wilhelms II. stattfindenden Eröffnung des Elbe-Trave-Kanals anwesend, um die Marine offiziell zu vertreten. Die Entsendung von Linienschiffen der Brandenburg-Klasse aufgrund der Unruhen in China führte schließlich zu einem Mangel an einsatzbereiten Kriegsschiffen in der Heimat. Deshalb aktivierte man nochmals zusätzlich Mücke und Crocodill. Am 27. Juli trat der Verband für zwei Monate zusammen, um gemeinsame Manöver durchzuführen. Nach deren Beendigung wurde die Scorpion letztmals außer Dienst gestellt und lag fortan auf der Kaiserlichen Werft Danzig.

## Verbleib
Am 18. März 1911 wurde die Scorpion aus der Liste der Kriegsschiffe gestrichen und anschließend bis 1918 als schwimmender Schießstand der Torpedowerkstatt in Flensburg genutzt. Nach ihrem am 3. August 1919 erfolgten Verkauf zum Preis von 68.000 Mark wurde sie als schwimmende Abwrackwerkstatt genutzt, um schließlich 1924 selbst zerlegt zu werden.

## Kommandanten
| 5. September bis 8. Oktober 1884    | Kapitänleutnant Jean Valette           |
| 13. Juli bis 1. August 1895         | Kapitänleutnant Friedrich Erckenbrecht |
| 3. August bis 1. Oktober 1897       | Kapitänleutnant Friedrich Musculus     |
| 1. Oktober 1898 bis September 1899  | Korvettenkapitän Karl Deubel           |
| Oktober 1899 bis 24. September 1900 | Korvettenkapitän Leo Neitzke           |